# Riekamojärvi
Riekamojärvi är en sjö i kommunen Kuusamo i landskapet Norra Österbotten i Finland. Arean är 42 hektar och strandlinjen är 3,27 kilometer lång. Sjön  ingår i Koundaälvens huvudavrinningsområde.   Den ligger omkring 230 kilometer nordöst om Uleåborg och omkring 720 kilometer norr om Helsingfors. 